# Stuart Bithell
Stuart Bithell (Rochdale, 28 de agosto de 1986) es un deportista británico que compite en vela en las clases 470 y 49er.
Participó en dos Juegos Olímpicos de Verano, obteniendo dos medallas, plata en Londres 2012, en la clase 470 (junto con Luke Patience), y oro en Tokio 2020, en la clase 49er (con Dylan Fletcher).
Ganó dos medallas de plata en el Campeonato Mundial de 470, en los años 2009 y 2011, y dos medallas en el Campeonato Europeo de 470, plata en 2011 y bronce en 2010. También obtuvo dos medallas en el Campeonato Mundial de 49er, oro en 2017 y bronce en 2019, y seis medallas en el Campeonato Europeo de 49er entre los años 2011 y 2019.
En 2022 fue nombrado miembro de la Orden del Imperio Británico (MBE).

## Palmarés internacional
| Juegos Olímpicos   | Juegos Olímpicos      | Juegos Olímpicos  | Juegos Olímpicos |
| Año                | Lugar                 | Medalla           | Clase            |
| ------------------ | --------------------- | ----------------- | ---------------- |
| 2012               | Londres (Reino Unido) | Medalla de plata  | 470              |
| Campeonato Mundial |                       |                   |                  |
| Año                | Lugar                 | Medalla           | Clase            |
| 2009               | Rungsted (Dinamarca)  | Medalla de plata  | 470              |
| 2011               | Perth (Australia)     | Medalla de plata  | 470              |
| Campeonato Europeo |                       |                   |                  |
| Año                | Lugar                 | Medalla           | Clase            |
| 2010               | Estambul (Turquía)    | Medalla de bronce | 470              |
| 2011               | Helsinki (Finlandia)  | Medalla de plata  | 470              |

| Juegos Olímpicos   | Juegos Olímpicos         | Juegos Olímpicos  | Juegos Olímpicos |
| Año                | Lugar                    | Medalla           | Clase            |
| ------------------ | ------------------------ | ----------------- | ---------------- |
| 2020               | Tokio (Japón)            | Medalla de oro    | 49er             |
| Campeonato Mundial |                          |                   |                  |
| Año                | Lugar                    | Medalla           | Clase            |
| 2017               | Matosinhos (Portugal)    | Medalla de oro    | 49er             |
| 2019               | Auckland (Nueva Zelanda) | Medalla de bronce | 49er             |
| Campeonato Europeo |                          |                   |                  |
| Año                | Lugar                    | Medalla           | Clase            |
| 2011               | Helsinki (Finlandia)     | Medalla de oro    | 49er             |
| 2015               | Oporto (Portugal)        | Medalla de plata  | 49er             |
| 2016               | Barcelona (España)       | Medalla de bronce | 49er             |
| 2017               | Kiel (Alemania)          | Medalla de oro    | 49er             |
| 2018               | Gdynia (Polonia)         | Medalla de bronce | 49er             |
| 2019               | Weymouth (Reino Unido)   | Medalla de oro    | 49er             |